# Calle de Echar Piedra
La calle de Echar Piedra es una vía pública de la ciudad española de Segovia.

## Descripción
La vía, de la que a comienzos del siglo XX se decía que era «más bien un camino entre huertas», comunica la calle del Cardenal Zúñiga con la de los Molinos. Aparece descrita en Las calles de Segovia (1918) de Mariano Sáez y Romero con las siguientes palabras:

Echar Piedra.—Tiene entrada por la calle del Cardenal Zúñiga y salida a la de los Molinos, en el barrio de San Lorenzo. Lleva este nombre en recuerdo de la ceremonia que, para el levantamiento de la actual Catedral, celebraban las asociaciones y pueblo de Segovia, llevando al templo en construcción un donativo con gran aparato y regocijo. Estas ofrendas periódicas del clero, parroquias y cofradías, de la nobleza, de los linajes, de los gremios, de las profesiones, de los oficios, que tantos había en la Ciudad, y en general de todo el pueblo, se verificaba en días determinados para cada colectividad, yendo procesionalmente con pendones, cruces, músicas, tambores, atabales y demás instrumentos, llevando no sólo dinero en toda clase de moneda de oro, plata y cobra de aquellas y otras épocas, sino en carretadas de arena, cal, piedra de los alrededores y tejeras de Segovia, y de aquí el designar la ceremonia con el característico nombre de echar piedra, y hace pocos años se rotuló esta calle, que es más bien un camino entre huertas, con este título, en testimonio de estas ofrendas a la basílica, que puede decirse que se ha erigido principalmente por el pueblo segoviano. Era también característico el designar cada cofradía o gremio, de los que acudían a echar piedra, con la denominación de nación de los vizcaínos, nación de los andaluces, etc.
(Sáez y Romero, 1918, p. 69)